# Dunajská Streda
 Ovo je glavno značenje pojma Dunajská Streda. Za Okrug pogledajte Okrug Dunajská Streda.
Dunajská Streda (njem. Niedermarkt, mađ. Dunaszerdahely, hrv. Dunajska srijeda)  je grad u jugozapadnoj Slovačkoj u Trnavskom kraju, nalazi se na Velikom Žitnom Otoku. Grad je upravno središte Okruga Dunajská Streda.

## Povijest
Grad je se nalazi na mjestu antičkog naselja. Na području grada nađene su grobnice iz doba Velikomoravske Kneževine.
Prvi pisani spomeni grada su iz 1250. i 1254. – 1255. godine. Naselje je bilo u posjedu dvorca Bratislava. Od 15. stoljeća Dunajska Streda je bila ekonomski i trgovački centar ovoga dijela Slovačke.
Krajem 18. stoljeća u grad se naseljava velika grupa židovskih trgovaca. U 18. stoljeću i prvoj polovici 20. stoljeća grad je većinom finacirao od poljoprivrede, a stopa nezaposlenosti je bila velika.
Godine 1930. u gradu je živjelo 2944 Mađara, 2186 Židova, 503 Slovaka i 73 Nijemca. Nakon Drugog svjetskog rata grad je postao industrijsko središte proizvodnje šećera, konzervirane roba i betonskih proizvoda.
Do 1918. grad je je pripadao Kraljevini Ugarskoj kada je pripojen novonastaloj državi Čehoslovačkoj. Nakon Prve bečke arbitraže grad se od 1938. do 1945. nakratko vraćen Mađarskoj.
Dio mađarskog stanovništva poslije 1945. bio je u velikoj mjeri razmjenjen za mađarske slovake. Židovske populacije (2000 – 3000 ljudi) je već za vrijeme Drugog svjetskog rata u potpunosti nestali. U Dunajskoj Stredi danas živi oko 3500 Slovaka od 23.500 stanovnika.

## Stanovništvo
| Godina:     | 1993.  | 2003.   | 2013.   | 2023.   |
| ----------- | ------ | ------- | ------- | ------- |
| Broj ljudi: | 23 690 | 23 518  | 22 481  | 22 892  |
| Razlika:    |        | -0,72 % | -4,40 % | +1,82 % |

| Godina:     | 2022.  | 2023.  |
| ----------- | ------ | ------ |
| Broj ljudi: | 22 892 | 22 892 |
| Razlika:    |        | +0 %   |

Po popisu stanovništva iz 2001. godine grad je imao 23.519 stanovnika. Po popisu stanovništva u gradu živi najviše Mađara.
- Mađari 79,75 %
- Slovaci 15,26 %
- Romi 1,50 %
- Česi 0,63 %

Prema vjeroispovijesti najviše je rimokatolika 72,91 %, ateista 11,11 % i luterana 2,04 %.

## Gradovi prijatelji
- Gödöllő, Mađarska
- Odorheiu Secuiesc, Rumunjska
- Senta, Srbija
- Subotica, Srbija

## Vanjske poveznice
- Službena stranica grada (sl.)

### Ostali projekti
|  | Zajednički poslužitelj ima još gradiva o temi Dunajská Streda |